# Араб-аль-Наим
Араб-аль-Наим (ивр. ערב-א-נעים‎ араб. عرب النعيم‎) — бедуинская деревня в региональном совете Мисгав Израиля.
На 2019 год население составляет 815 жителей, 100 % из которых — бедуины мусульмане.
Находится на севере Израиля, неподалёку от Кармиэля и Сахнина.

## История
До 2000 года — непризнанная бедуинская деревня; вода проведена только в 1993 году (из соседней деревни Эшхар.
В 2018 году было построены 40 новых домов.
Араб-Аль-Наим получил признание от государства как посёлка в 1999 году.

## Население
По данным Центрального статистического бюро Израиля, население на начало 2020 года составляло 815 человек.

## Образование
Как минимум 350 жителей посёлка являются детьми или подростками. Они учатся в школах за пределами Араб-аль-Наим. К примеру, ученики старших классов учатся в городе Сахнин.